# Slaveri i Syrien

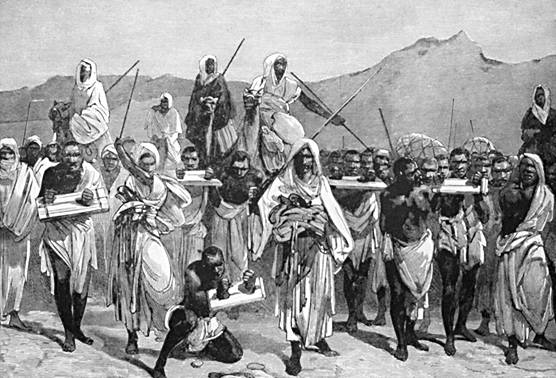
Slavhandeln till Syrien förekom främst genom beduinkaravaner via öknen.

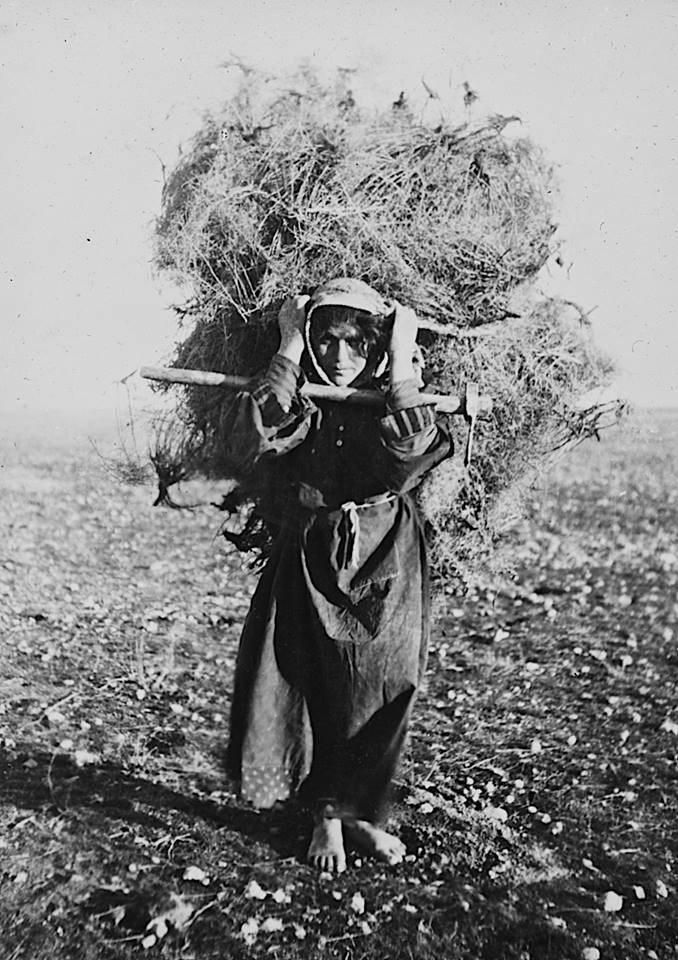
Förslavad armenisk kvinna efter folkmordet på armenierna.

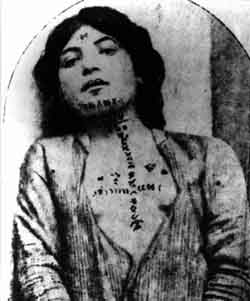
Förslavad armenisk kvinna efter folkmordet på armenierna.

Slaveri förekom i Syrien till in på 1900-talet. Syrien tillhörde Osmanska riket 1516–1920 och var ett franskt protektorat 1920–1946. Provinsen lydde under osmansk lag, även om den lokala guvernören (wali) tillämpade lagen utifrån eget tycke. Slavmarknaden i Damaskus fungerade öppet till 1800-talets slut, men slaveriet och slavhandeln minskade under århundradets gång. 
I början av 1900-talet var Syrien skådeplats för folkmordet på armenier och förslavandet av tusentals armenier, av vilka många dock frigavs när Syrien ockuperades av britterna under första världskriget. Frankrike ratificerade 1931 en internationell konvention mot slaveri för Syriens räkning, då Syrien var en fransk koloni, och Syrien ratificerade samma konvention som självständigt land 1956. Många afrosyrier härstammar från de slavar som transporterades till området under slavtiden. 

## Osmanska Syrien
Se även Slaveri i Umayyadkalifatet, Slaveri i Abbasidkalifatet och Slaveri i Osmanska riket

### Slavhandel
Slavmarknaden i Damaskus opererade under 1870-talet fortfarande öppet, och hölls regelbundet varje år när pilgrimskaravanerna återkom från hajj i Mecka. En resebeskrivning från 1870-talet uppger att slavmarknaden i Damaskus var mindre än de i Konstantinopel och Kairo men i gengäld försiggick öppet inför utlänningar, och att den sålde afrikanska kvinnor och eunuck-pojkar avsedda som tjänare i privata hem.

#### Röda havet
Många av slavarna från slavhandeln på Röda havet fördes landvägen via karavan till Syrien, där slavmarknaden i Damaskus årligen tog emot cirka 200 slavar. I maj 1879 skeppades enligt en brittisk rapport 320 slavar över slavhandeln på Röda havet till Jeddah.

#### Armenier
Under folkmordet på armenierna mellan 1915 och 1923 förslavades och såldes många armenier – främst kvinnor, flickor och pojkar under 12 års ålder – som slavar till muslimer i Syrien och Irak. Turkarna utövade en lukrativ handel med armeniska flickor som ibland kunde byta ägare upp till fem eller sex gånger och som såldes vidare på detta sätt så långt bort som till "Arabia" (Saudiarabien), Tunisien och Algeriet av pilgrimer från Mecka. Britterna befriade många av de armeniska slavarna då de erövrade Osmanska Syrien och Irak. När britterna erövrade Aleppo, Deir Zor och Kilikien 1918 friköptes många armenier, medan andra frivilligt överlämnades av sina ägare till britterna.

### Slavmarknaden
Slavar användes för många olika ändamål. Kvinnor användes främst som hushållsarbetare eller konkubiner (sexslavar) och män som grovarbetare, soldater eller tjänare. 
Sexuellt slaveri var länge ett starkt fokus för slavhandeln till Arabvärlden. Kvinnliga slavar var vanligare än manliga, och behandlades snarlikt och enligt samma regler och seder i hela Arabvärlden. De kvinnor som hamnade som konkubiner i en rik urban mans harem kunde, om de födde en son åt sin ägare, uppnå status som Umm Walad och därmed bli fria vid sin ägares död; de kvinnor som såldes till beduiner levde på samma sätt som de övriga kvinnorna i en beduins familj. 
De kvinnor som såldes som tjänsteflickor till fattigare muslimer levde under sämre villkor, då de inte bara fick arbeta hårt och samtidigt utsattes sexuellt, utan dessutom ibland prostituterades av sina ägare; reproduktionen och livslängden för en slav var låg, då spädbarnsdödligheten hos slavar var hög, och kvinnliga slavar utnyttjades sexuellt redan som barn och sällan uppnådde fyrtioårsåldern. 
Osmanska riket förbjöd formellt icke-muslimer eller dhimmis (judar och kristna) från att äga slavar, specifikt muslimska slavar, eftersom alla slavar normalt sett tvingades konvertera till islam när de tillfångatogs. Förbudet tillämpades dock bara periodvis. I Syrien, som hade en stor kristen och judisk befolkning, ledde detta ibland till konflikter, då många judar och kristna precis som muslimerna ägde slavar i form av svarta afrikanska kvinnor.
I maj 1842 uppviglade guvernören av Damaskus, Najib Pasha, muslimer att attackera kristna och judiska hem för att frita dessas slavar, eftersom det var emot sharia för icke-muslimer att äga slavar. De europeiska konsulerna bad då de kristna och judiska församlingarna att frige sina slavar för att undvika detta, något de också gjorde. Tanzimatreformerna 1839–1876 förstärkte ytterligare förbudet för icke-muslimer att äga (muslimska) slavar. Muslimer fortsatte dock att äga slavar även efter detta. 
Enligt en rapport från 1876 fanns det omkring 5 000 afrikanska slavar (kvinnor och pojkar) i privata hushåll i Damaskus, och att 100 tjerkessiska kvinnor importerades varje år.

### Upphörande
I mitten av 1800-talet började Osmanska riket införa lagar mot slavhandeln. År 1830 frigavs formellt alla vita slavar (européer och tjerkesser) i Osmanska riket enligt en firman (ett dekret) av sultan Mahmud II, och i oktober 1854 förbjöds slavhandeln med tjerkesser och georgier. Dessa förbud var dock selektiva förbud som endast gällde vithyade slavar, och den större slavhandeln med afrikaner var därmed fortsatt laglig: efter 1858 återupptogs dessutom slavhandeln på Svarta havet med vita slavar.
Osmanska Syrien var dock en provins som låg tillräckligt nära Konstantinopel och öppet för europeiska diplomater för att tidigt kunna påverkas av den officiella osmanska politiken mot slaveriet, den som tillämpades vid mitten av 1800-talet, och lokala styresmän införde därefter åtgärder mot karavanerna. År 1880 rapporterades endast sexton slavar ha nått slavmarknaden i Damaskus.
År 1890 undertecknade Osmanska riket det internationella antislavhandelsfördraget i Bryssel – Brussels Conference Act of 1890. Därmed var all slavhandel formellt förbjuden i Osmanska riket. I praktiken tillämpades dock dessa lagar godtyckligt av de lokala guvernörerna.
Efter vapenvilan gav den osmanska regeringen order till de lokala styresmännen att lokalisera förslavade (armeniska) kristna kvinnor och barn och återlämna dem till kristna myndigheter. Syriens de facto härskare Faisal I, som var en brittisk allierad, gav order till alla araber att överlämna armeniska kvinnor och barn till "deras folk".
Nationernas förbund, Karen Jeppe, British Friends of Armenia och Syrian Armenian Relief Society arbetade till in på 1930-talet för att spåra upp och frita de armenier som hölls som slavar. Enligt Karen Jeppes rapport till Nationernas förbund i maj 1927 hade 1600 armenier blivit räddade, främst från Syrien, men många tusentals uppskattas ha blivit kvar i slaveri.
1920 blev Syrien formellt ett franskt mandat. Den 20 juli 1931 ratificerade Frankrike för Libanons och Syriens räkning 1926 års Slavery Convention, vilket trädde i kraft 25 juni 1931. År 1956 ratificerade Syrien ännu en gång 1926 års Slavery Convention, denna gång som självständig stat.

### 2000-talet
Under 2010-talet återuppstod slaveriet under Islamiska staten i territorier i Syrien ockuperade av terroristgruppen: se Slaveri under 2000-talets islamiststyre.